# Zlobice
Zlobice (deutsch Slobitz, früher Zlobitz) ist eine Gemeinde in Tschechien. Sie liegt sechs Kilometer westlich von Kroměříž und gehört zum Okres Kroměříž.

## Geographie
Zlobice befindet sich am Fuße der nordöstlichen Ausläufer des Litentschitzer Hügellandes in der Obermährischen Senke (Hornomoravský úval). Das Dorf liegt im Tal des Baches Věžecký potok. Südlich erhebt sich der Troják (396 m), im Südwesten die Hambalky (374 m), westlich der Kozlov (Koslow, 350 m) sowie im Nordwesten der Janův kopec (St. Johann, 276 m). Reichlich zwei Kilometer nördlich des Ortes verläuft die Autobahn D 1, dort befindet sich die Abfahrt 253 Kojetín.
Nachbarorte sind Bojanovice und Bezměrov im Norden, Hradisko, Postoupky und Měrůtky im Nordosten, Lutopecny im Osten, Sobělice und Popovice im Südosten, Nětčice und Zborovice im Süden, Medlov, Věžky und Vlčí Doly im Südwesten, Srbce und Vitčice im Westen sowie Stříbrnice und Kovalovice im Nordwesten.

## Geschichte
Archäologische Funde belegen eine Besiedlung des Gemeindegebietes seit der Jungsteinzeit. Die erste schriftliche Erwähnung von Zlobiczi erfolgte 1078 in der Gründungsurkunde des Benediktinerklosters St. Stephan bei Olmütz. Das Dorf gehörte zur Schenkung der Herzogin Ofka und ihres Mannes Otto dem Schönen an den Orden. Damit gehört der Ort zusammen mit Bezměrov und Kyselovice zu den ältesten nachweisbaren Dörfer im Okres Kroměříž. Im Jahre 1126 wurde der Ort als Zlobicze bezeichnet. 1160 bestätigte König Vladislav II. dem Kloster die Schenkung von Zlobici und anderen Ortschaften. Markgraf Přemysl befreite 1238 Zlobice zusammen mit den anderen klösterlichen Dörfern von den landesherrlichen Frondiensten. Sein Nachfolger Vladislav III. erteilte Zlobice und anderen Klosterdörfern die Konzession für einen Kretscham. In den Jahren 1382 bis 1385 sind in Zlobice Tasek genannt Puklice sowie die Brüder Bedřich und Mikeš genannt Bílý als Besitzer von Freihöfen nachweislich. Während der Hussitenkriege wurde die Gegend zwischen 1423 und 1426 abwechselnd von den Aufständischen und den Truppen des Bischofs Johann von Bucca gehalten. In dieser Zeit erlosch wahrscheinlich auch das zwischen Zlobice und Věžky gelegene Dorf Lhotsko; es wurde 1584 als wüst bezeichnet. 1512 wurde das Dorf Zlobicze, 1524 Zlobicz und  1526 Lobicz genannt. Im Jahre 1573 verkaufte der Abt Jan Poniatowski die Dörfer Zlobice, Bezměrov und Hradisko an den mährischen Landeshauptmann Hans Haugwitz von Biskupitz, der sie seiner Herrschaft Chropyně anschloss. Nach dem Tode des Schwarzen Haugwitz wechselten sich ab 1580 zahlreiche Besitzer ab und 1615 verkaufte Šebor Praschma von Bilkau die Herrschaft für 153.000 Gulden an Bischof Franz Xaver von Dietrichstein. Bei der Eroberung von Kroměříž durch den schwedischen General Lennart Torstensson wurden 1643 in Zlobice acht der 28 Wirtschaften niedergebrannt. Das älteste Ortssiegel stammt von 1663, es trägt die Umschrift Obeczní peczet diediny Zlobice. In den Jahren 1769 bis 1771 führten Missernten zu einer landesweiten Hungersnot. 1808 wurde zwischen Zlobice und Bojanice eine Windmühle errichtet. 1849 verstarben in Zlobice 434 Einwohner bei einer Choleraepidemie. Bis zur Mitte des 19. Jahrhunderts blieb das Dorf immer der bischöflichen Herrschaft Kremsier untertänig.
Nach der Aufhebung der Patrimonialherrschaften bildete Zlobice/Zlobitz ab 1850 eine Gemeinde in der Bezirkshauptmannschaft Kremsier. 1925 stellte die Windmühle den Betrieb ein, sie wurde 1929 abgetragen. Ende 1960 erfolgte die Eingemeindung von Bojanovice. Seit 2000 führt die Gemeinde ein Wappen und Banner. Im Jahre 2007 wurde Zlobice von einem Hochwasser des Věžecký potok heimgesucht. Ethnographisch gehört das Dorf zur Hanna.

## Gemeindegliederung
Die Gemeinde Zlobice besteht aus den Ortsteilen Bojanovice (Bojanowitz) und Zlobice (Slobitz).

## Sehenswürdigkeiten
- Kirche des hl. Kyrill und Method, erbaut 1897–1899
- Spritzenhaus mit Statue des hl. Florian
- Denkmal für die Opfer des Ersten Weltkriegs am Hügel Větrák zwischen Zlobice und Bojanovice
- 8 m hoher Pylon am Větrák, genannt Pyramida bzw. Štátule, er gehörte zu einer 1665–1695 unter Bischof Karl II. im Kremsierer Schlossgarten (Podzámecká zahrada) aufgestellten Pylonenreihe, die später an andere Plätze versetzt worden sind.
- Statue Herz Jesu am Větrák
- Kapelle in Bojanovice, erbaut 1947